# Lincoln Continental (1982–1987)
Der Lincoln Continental der Modelljahre 1982 bis 1987 ist eine viertürige Stufenhecklimousine des US-amerikanischen Automobilherstellers Ford, der unter Konzernmarke Lincoln vertrieben wurde. Diese Baureihe wird üblicherweise als die siebte Generation von Lincolns Continental-Familie angesehen. Sie ist zugleich die erste Continental-Generation, die nicht mehr zu den Full-Size-Cars gehört, sondern nach US-amerikanischem Verständnis im mittleren Segment (Intermediates) positioniert ist. In Lincolns Modellpalette ersetzte der Continental den erfolglosen Versailles. Er konkurrierte mit dem Cadillac Seville von General Motors.

## Entstehungsgeschichte
Fords Spitzenmarke Lincoln hatte bis in die 1970er-Jahre ausschließlich Autos aus dem Full-Size-Segment im Programm. Die Modellbezeichnung lautete seit 1958 Continental; besonders teure Varianten bildeten die Continental Mark Series. Als die US-amerikanische Regierung als Reaktion auf die Ölpreiskrise in den 1970er Jahren Regularien zur Begrenzung des Flottenverbrauchs einführte, waren die Hersteller gezwungen, verbrauchsgünstigere und damit kleinere Modelle einzuführen. Lincoln reagierte darauf mit dem 1977 eingeführten Intermediate Versailles, der eine äußerlich nur leicht verfremdete, aber hochwertig ausgestattete Variante des amerikanischen Ford Granada war. Vor gleichem Hintergrund hatte Fords Konkurrent General Motors 1975 die große Spitzenreihe DeVille um den mittelgroßen Cadillac Seville ergänzt, der von einem Chevrolet abgeleitet war. Lincolns Versailles war, obwohl er wesentlich kleiner war, mehrere 1000 US-$ teurer als der Full-Size-Continental, der bis 1979 im Programm blieb und in der Literatur vielfach als „der letzte Dinosaurier“ bezeichnet wurde. Zum Modelljahr 1980 ersetzte Lincoln den alten großen Continental durch eine neue Continental-Generation, die auf Fords 1978 eingeführter Panther-Plattform basierte und etwa 40 cm kürzer war als der Vorgänger. Zum Modelljahr 1982 stand dann die Ablösung des Versailles an, der wegen seiner offensichtlichen Nähe zum einfachen Ford Granada als Blender wahrgenommen worden war und sich nicht hatte durchsetzen können. Um dem neuen mittelgroßen Modell einen Neustart zu ermöglichen, der nicht in der Tradition des Versailles stehen sollte, führte der Ford-Konzern eine Verschiebung der Modellbezeichnungen (sog. Badge Shifting) durch: der Nachfolger des Versailles erhielt die Bezeichnung Continental, die bislang den größten Lincolns vorbehalten war. Die bisherigen Continentals wurden daraufhin in Lincoln Town Car umbenannt, ohne dass damit eine Änderung in technischer oder äußerer Hinsicht verbunden war.
Der neue kleine Continental erschien im Oktober 1981; er gehörte bereits zum Modelljahr 1982. Der Continental konkurrierte auf dem nordamerikanischen Markt mit der des zweiten Generation des Cadillac Seville, deren Design er in Details kopierte. Im Gegensatz zum frontgetriebenen Cadillac behielt der Lincoln den Hinterradantrieb bei und sprach damit eine konservative Kundschaft an. Zum Modelljahr 1988 wurde er durch eine neue Continental-Generation abgelöst, die erstmals Frontantrieb hatte und bis 1994 in Produktion blieb.

## Modellbeschreibung

### Fahrwerk
Im Gegensatz zum Vorgänger hat der Continental keinen separaten Kastenrahmen mehr, sondern einen selbsttragenden Aufbau.
Der Lincoln Continental basiert auf Fords Fox-Plattform, die 1978 für die Mittelklassemodelle Ford Fairmont und Mercury Zephyr eingeführt worden war und mittlerweile unter anderem auch für die zweite Generation des US-amerikanischen Granada sowie dessen Mercury-Pendant Cougar verwendet wurde. Für den Continental wurde sie um etwa 80 mm verlängert.
Das Fahrwerk des Continental wich in wesentlichen Teilen von dem seiner preiswerteren Schwestermodelle bei Ford und Mercury ab. Es war für US-amerikanische Verhältnisse aufwendig konstruiert. Die Vorderradaufhängung besteht aus Dreiecksquerlenkern mit einer elastisch gelagerten Zugstrebe und Dämpferbeinen. Hinten ist eine Starrachse mit unteren Längslenkern und oberen Schräglenkern eingebaut. Als erster US-amerikanischer PKW hat der Continental Gasdruckstoßdämpfer. Bis 1983 kamen vorn und hinten Schraubenfedern zum Einsatz; ab 1984 wurde serienmäßig an allen vier Rädern eine Luftfederung eingebaut, die sich im Praxisbetrieb als problematisch erwies. Rundum wird über Scheibenbremsen verzögert. Zudem gab es bei den Ottomotorversionen ein Antiblockiersystem, das bei den teureren Ausstattungslinien serienmäßig und in der Basisversion auf Wunsch gegen Aufpreis geliefert wurde.

### Karosserie

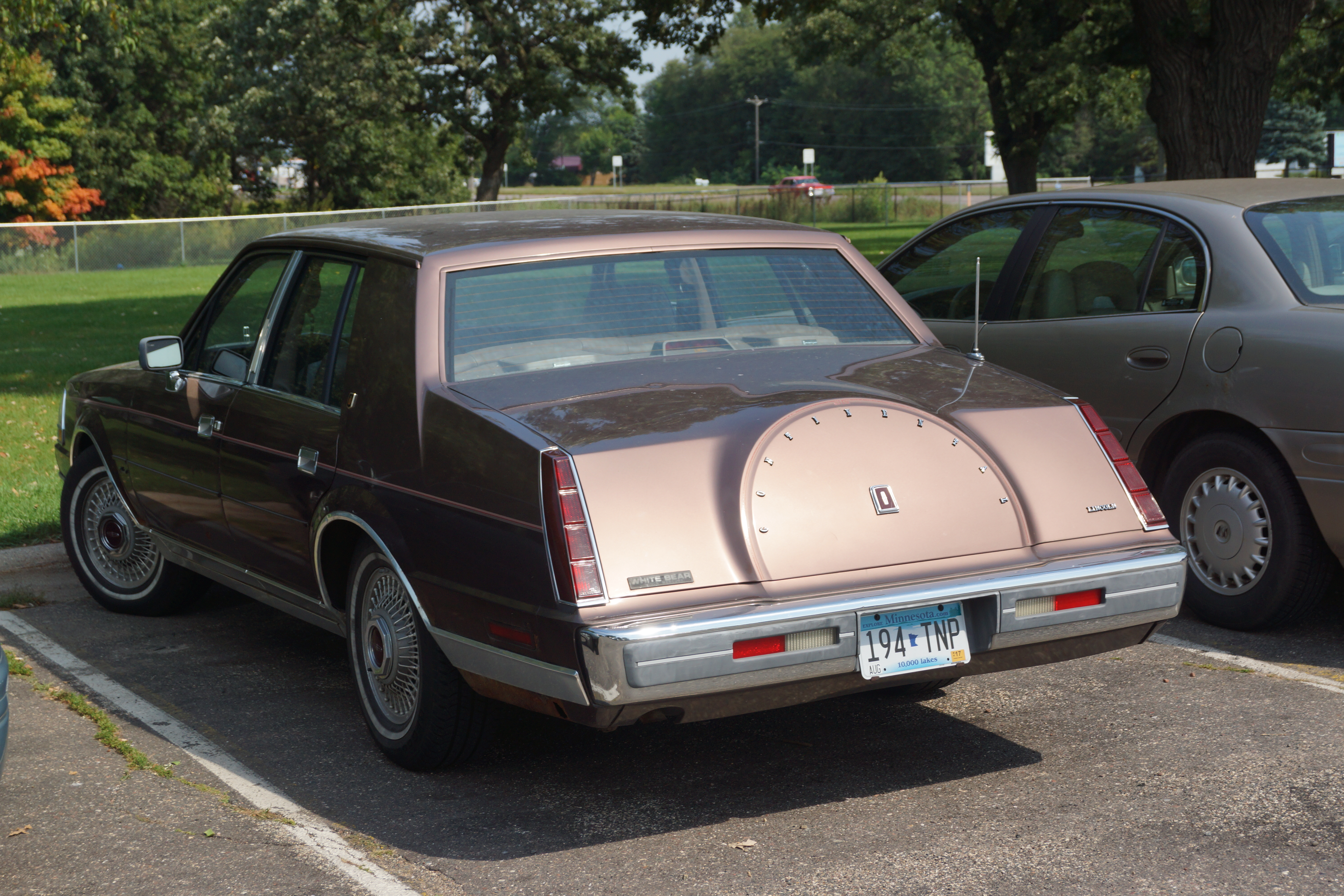
Bustle Back und simulierte Reserveradabdeckung am Continental-Heck

Der Lincoln Continental war ausschließlich als viertürige Stufenhecklimousine erhältlich.
Die Karosserie wurde komplett neu gestaltet. Ford hatte aus den Schwächen des Versailles, dessen Nähe zum „plebejischen“ Granada äußerlich offensichtlich war, gelernt und dem Continental einen Aufbau gegeben, der keinerlei äußere Gleichteile mit anderen Fahrzeugen des Ford-Konzerns hatte. Stilistisch orientierte sich der Continental im Heckbereich am frontgetriebenen Cadillac Seville der zweiten, 1980 eingeführten Generation. Ihm hatte der Cadillac-Designer Wayne Kady ein sogenanntes Bustle Back gegeben: eine C-Säule, deren hintere Linie die Gürtellinie durchbricht und in die Kotflügel hinein verlängert wird, sodass der Kofferraum wie aufgesetzt wirkt. Diese Form zitierte Designelemente britischer Oberklassefahrzeuge der Vorkriegsjahre, namentlich die Empress Line des ehemaligen Londoner Karosserieherstellers Hooper, das sich in den 1980er-Jahren noch in der Limousine Daimler DS420 fand. Kady wollte dem Seville damit ein „klassisches Aussehen“ verleihen und ihn damit optisch aufwerten. Weil das polarisierende, pseudoklassische Design des Seville auf dem US-amerikanischen Markt gut angekommen war, griffen die Ford-Designer diese Idee für den neuen Continental auf. Die Anpassungen wurden spät vorgenommen, als die Grundstruktur der Karosserie bereits verabschiedet war. Deshalb ließ sich keine stark geneigte C-Säule und kein bis zum Stoßfänger abfallender Knick mehr realisieren. Der Continental hat stattdessen eine vergleichsweise kurze Sicke, die die steile C-Säule nur etwa 20 cm in die Kotflügel hinein fortsetzt. Auf dem Kofferraumdeckel befindet sich, wie bei den Continental-Modellen seit dem Mark III von 1969 üblich, eine halbrunde Ausbuchtung, die eine Reserveradabdeckung simulieren soll. An der Frontpartie ist eine verchromte Kühlermaske installiert, rechts und links davon befinden sich je zwei rechteckige Einzelscheinwerfer. Die Frontpartie wurde zum Modelljahr 1984 stilistisch überarbeitet.

### Motorisierung und Kraftübertragung
Im Laufe der Jahre waren drei verschiedene Motorisierungen im Continental erhältlich:
- In allen Jahren gab es einen 4949 cm³ (302 cui) großen Achtzylinder-V-Ottomotor. Anfänglich war der Motor mit einem Doppelvergaser ausgestattet und erreichte eine Leistung von 131 hp.[7] Zum Modelljahr 1983 wurde die Gemischaufbereitung auf eine Zentralrohreinspritzung umgestellt, die ab 1984 voll elektronisch gesteuert war. Dadurch stieg die Motorleistung 1983 auf 140 PS, bevor sie 1984 auf 150 hp angehoben wurde.[4]  In dieser Form blieb der Motor bis 1987 im Programm.

- Im Einführungsjahr war alternativ ein 3,8 Liter (232 cui) großer Sechszylinder-V-Ottomotor erhältlich, der aus der kanadischen Ford-Essex-Reihe kam. Es war der erste Sechszylindermotor in einem Lincoln seit 1945. Die Zylinderköpfe bestehen aus einer Aluminiumlegierung, Teile der Motorabdeckung sind aus Kunststoff gefertigt.[7] Der kleine Motor war nur mit einem Doppelvergaser erhältlich und leistete 112 hp (82 kW). Nach einem Jahr gab Lincoln diesen Motor wieder auf.
- 1984 und 1985 gab es schließlich einen Reihensechszylinder-Turbodieselmotor, den Lincoln von BMW zukaufte. Der 2443 cm³ große Motor aus der Baureihe M21 leistete 114 hp. Für den Einbau des Dieselmotors waren zahlreiche Änderungen nötig: Es gab einen größeren Wasserkühler, dickere Geräuschisolierungen und Verstärkungen im Motorraum.[4] Nach eineinhalb Jahren stellte Lincoln das Dieselmodell wegen fehlender Nachfrage ein.

Die Continental waren ausschließlich mit Automatikgetrieben erhältlich. Die Diesel-Version war mit einer Viergangautomatik von ZF gekoppelt.
| Übersicht über die Motorisierungen |        |             |           |              |                    |                    |
| Hubraum                            | cm³    | 2442        | 3802      | 4949         | 4949               | 4949               |
| Hubraum                            | cui    | 141         | 232       | 302          | 302                | 302                |
| Motorhersteller                    |        | BMW         | Ford      | Ford         | Ford               | Ford               |
| Bauart                             |        | Dieselmotor | Ottomotor | Ottomotor    | Ottomotor          | Ottomotor          |
| Bohrung × Hub                      | mm     | 80 × 81     | 96,8 × 88 | 101,6 × 76,2 | 101,6 × 76,2       | 101,6 × 76,2       |
| Gemischaufbereitung                |        | –           | Vergaser  | Vergaser     | Benzineinspritzung | Benzineinspritzung |
| Leistung                           | SAE-hp | 114         | 112       | 131          | 140                | 150                |
| Leistung                           | kW     | 85          | 83        | 98           | 104                | 112                |
| Modelljahre                        |        | 1984–1985   | 1982      | 1982         | 1983               | 1984–1987          |

## Modellpflege 1984
Zum Modelljahr 1984 erhielt der Continental ein leichtes Facelift, das sich vor allem in einer neu gestalteten Frontpartie zeigte. Die Frontmaske der zweiten Generation ist leicht schräg gestellt und abgerundet; in den USA wird diese Ausführung als Aero Design beschrieben. Urheber dieser Gestaltung war Fords Designchef Jack Telnack, der konzernweit aerodynamisches Design etablieren wollte. Beim Continental ging es darum, eine Ähnlichkeit zu dem gleichzeitig neu präsentierten Coupé Continental Mark VII herzustellen, dessen betont rundliche Karosserie „aerodynamischen Feinschiff“ zeigte. In der zweiten Serie ist die Kühlermaske des Continental schräg gestellt, und die Blinker befinden sich nicht mehr an den Seiten der Scheinwerfer, sondern waagerecht unter ihnen. Zugleich rückten vorn die seitlichen Positionsleuchten (Side Marker Lights) in die oberen Ecken der Kotflügel. Die Form der vorderen Stoßstangen wurde an die des Continental Mark VII angepasst. Änderungen an den übrigen Karosserieteilen blieben marginal. In dieser Form wurde der Continental bis 1987 produziert.

## Ausstattungslinien

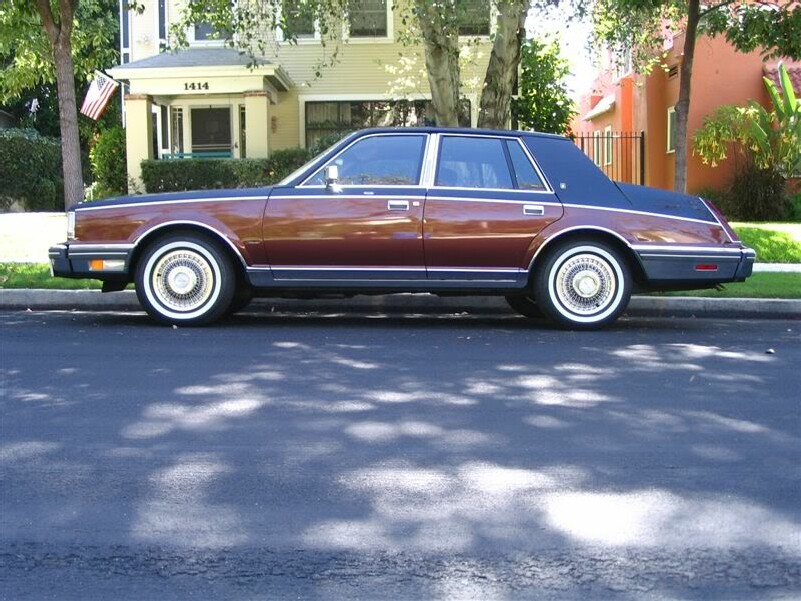
Lincoln Continental Givenchy (1982)

Seit 1976 war es bei Lincoln üblich, als Ergänzung zum jeweiligen Basismodell besondere aufpreispflichtige Ausstattungsvarianten anzubieten, die teilweise nach den Namen bekannter nationaler oder internationaler Modedesigner benannt waren. Damit waren eine exklusive Farbgebung der Karosserie und des Innenraums, gelegentlich auch individuelle Ausstattungsaccessoirs verbunden. Die Modedesigner waren in den Gestaltungsprozess selbst nicht eingebunden. Sie lizenzierten lediglich die Verwendung ihrer Namen, während die Ausstattungspakete ausschließlich in Fords Designcenter entwickelt wurden. Der Aufpreis für ein Designer-Paket betrug zwischen 3.000 und 3.500 US-$.
Für den Continental waren neben der Basisversion folgende Ausstattungsvarianten erhältlich:
- Die Signature Series gab es nur im ersten Modelljahr. Sie stellte die mittlere Ausstattungslinie dar.

- Die Givenchy Series war die einzige Linie, die über den gesamten Produktionszeitraum erhältlich war. Die nach dem französischen Modeunternehmen Givenchy benannte Version hatte zumeist eine zweifarbige Lackierung, deren Kombination von Jahr zu Jahr wechselte. Erhältlich waren Dunkelrot/Schwarz (1982),[7] Schwarz/Platin (1983),[4][8] Schwarz/Purpur (1986)[5] sowie Kombinationen verschiedener Blau- (1984)[9] bzw. Brauntöne (1987);[5] lediglich im Modelljahr 1985 war die Givenchy Series in einem einheitlichen Grauton lackiert.[5]

- Von 1983 bis 1985 gab es die Valentino Series, die auf das italienische Modeunternehmen Valentino Bezug nahm. Auch hier gab es regelmäßig Zweitonlackierungen: Walnuss/Gold (1983),[4] Weinrot/Grau (1984)[4] sowie Schwarz/Grau (1985).[4]

## Preise
Der Lincoln Continental gehörte zu den teuersten Serienfahrzeugen aus US-amerikanischer Herstellung. Die Preise lagen nur marginal unter denen für die Coupés Continental Mark VI und Mark VII; im Regelfall befanden sie sich auf nahezu gleichem Niveau wie die des Cadillac Seville. Der wesentlich größere Lincoln Town Car war mehr als 5000 US-$ günstiger als der kleine Continental.
| Lincoln Continental Preise für das Basismodell |        |        |        |        |        |        |
| Modelljahr                                     | 1982   | 1983   | 1984   | 1985   | 1986   | 1987   |
| Listenpreis (US-$)                             | 21.302 | 21.201 | 21.769 | 22.573 | 24.556 | 25.100 |

Für die Designer-Series-Varianten fielen Aufpreise von 3.000 bis 3.500 US-$ an.

## Produktion
Der Lincoln Continental wurde in Fords Wixom Assembly Plant in Wixom, Michigan, gebaut. Dort entstand unter anderem auch das zweitürige Schwestermodell Continental Mark VII. Alle Jahre und Varianten zusammengenommen, entstanden mehr als 136.000 Exemplare. Damit war der Continental wesentlich erfolgreicher als sein Vorgänger Versailles, von dem in vier Modelljahren insgesamt nur etwas mehr als 50.000 Fahrzeuge hergestellt wurden.
| Lincoln Continental Produktionsumfang |         |         |         |         |         |         |
| Modelljahr                            | 1982    | 1983    | 1984    | 1985    | 1986    | 1987    |
| Produktion                            | 23.908  | 16.831  | 30.468  | 28.253  | 19.012  | 17.597  |
| Summe                                 | 136.069 | 136.069 | 136.069 | 136.069 | 136.069 | 136.069 |